# Asplenium breedlovei
Asplenium breedlovei är en svartbräkenväxtart som beskrevs av Alan Reid Smith. Asplenium breedlovei ingår i släktet Asplenium och familjen Aspleniaceae. Inga underarter finns listade.